# Posljednji akcijski junak
Posljednji akcijski junak (eng. Last Action Hero) je akcijska komedija iz 1993. godine, koju je režirao John McTiernan. Film predstavlja parodijsku satiru na akcijski žanr i njegove klišeje.

## Radnja
Danny (Austin O'Brien) je dječak opsjednut kinom i filmovima u kojima je glavni lik Jack Slater (kojeg glumi Arnold Schwarzenegger). Poslije dobivanja čarobne karte koju je prethodno Huddini dobio od nekog azijskog mađioničara, a koju sada Danny ima u svom vlasništvu, granica između realnosti i svijeta filma nestaje, pri čemu Danny sam završava u filmu Jack Slater 4. Zarobljen unutar filma, Danny mora ubijediti Slatera da je on ustvari izmišljeni lik kojeg glumi stvarni glumac po imenu Arnold Schwarzenegger. Stvari postaju kompliciranije kada zlikovac u filmu Jack Slater 4, plaćeni ubojica Benedict (Charles Dance), dođe u posjed čarobne karte uz pomoć koje otputuje u stvarni svijet. Slater i Danny ga prate u stvarni svijet u kojem otkrivaju kako su stvari mnogo teže no što je to slučaj u filmovima, tj. otkrivaju kako ondje klišeji akcijskih filmova (automobili eksplodiraju kada se puca na njih i prolazak kroz staklo prozora ne izaziva bol) ne postoje.

## Reakcije
Posljednji akcijski junak je najavljen kao "sljedeći veliki ljetni akcijski film" i mnogi filmski poznavatelji su filmu također predviđali veliku zaradu, posebno zbog uspjeha Schwarzeneggerovog prethodnog filma, Terminator 2: Sudnji dan
Međutim, umjesto svega toga, kritika je "sahranila" film, a na kino blagajnama u SAD-u film bilježi zaradu od samo 50 milijuna dolara (razočarenje s obzirom na to da je budžet bio 60 milijuna). U svojoj biografiji glumac Arnold Schwarzenegger (koji je također bio i izvršni producent filma) je izjavio kako film nije doživio uspjeh zbog lošeg vremena prikazivanja, pošto je na kino platna stigao tjedan poslije Jurskog parka, najvećeg filmskog hita te godine. Schwarzenegger tvrdi da je pokušao ubijediti svoje koproducente da na mjesec dana odgode premijeru koja je u SAD-u bila planirana za 18.lipanj, ali su se oni oglušili na to. Mišljenje je većine, kako bi se film pokazao isplativim ili bi barem pokrio troškove da je premijera filma bila planirana za sredinu srpnja.
Usprkos neuspjehu na kino blagajnama, film je hvaljen kao uspješnica satirično akcijskog žanra, u kojoj je gotovo svaki akcijski kliše nemilosrdno parodiran

## Glavne uloge
- Arnold Schwarzenegger kao Jack Slater / Arnold Schwarzenegger
- Austin O'Brien kao Danny Madigan
- Charles Dance kao Benedict
- Robert Prosky kao Nick
- Tom Noonan kao Kosač / Tom Noonan
- Joan Plowright kao Dannijeva učiteljica
- Frank McRae kao poručnik Dekker
- Anthony Quinn kao Tony Vivaldi
- Bridgette Wilson kao Whitney Slater / glumica Meredith Caprice
- F. Murray Abraham kao John Practice
- Mercedes Ruehl kao Irene Madigan
- Art Carney, u svojoj posljednjoj filmskoj ulozi, kao Frank
- Ian McKellen kao Smrt
- Toru Tanaka kao jaki Azijat

## Zanimljivosti
- ovo je prvi film u kojem se koristio Sonyjev osmokanalni digitalni zvučni format SDDS (Sony Dynamic Digital Sound)
- Ovo je posljednji film u kojem je glumio Art Carney
- Steven Spielberg je odbio ponudu da režira film i to jer je odlučio režirati film Schindlerova lista.
- Arnold Schwarzenegger je zaradio 15 milijuna dolara za glavnu ulogu u filmu
- Bio je to prvi film koji je reklamiran i u svemiru. Jedna neimenovana NASA-ina raketa, koju je lansirao sam Arnold Schwarzenegger, imala je sa strane ispisan naslov filma, što je koštalo 50 000 dolara

## Glazba iz filma
Album s glazbom iz filma je 08.lipnja 1993 izdala Columbia Records(CD).
1. Big Gun (AC/DC) – 4:24
2. What the Hell Have I (Alice in Chains) – 3:58
3. Angry Again (Megadeth) – 3:47
4. Real World (Queensrÿche) – 4:21
5. Two Steps Behind (Def Leppard) – 4:19
6. Poison My Eyes (Anthrax) – 7:04
7. Dream On (Aerosmith) – 5:42
8. Little Bitter (Alice in Chains) – 3:53
9. Cock the Hammer (Cypress Hill) – 4:11
10. Swim (Fishbone) – 4:13
11. Last Action Hero (Tesla) – 5:44
12. Jack the Ripper (Michael Kamen) (Buckethead: guitar) – 3:43

## Vanjske poveznice
- Posljednji akcijski junak u internetskoj bazi filmova IMDb-a